# Apiopetalum velutinum
Apiopetalum velutinum é um género botânico pertencente à família Apiaceae.

## Sinônimos
- Apiopetalum arboreum Baker f.